# حوت تاكرا
حوت تاكرا (الاسم العلمي: †Takracetus) هو جنس من الثدييات المنقرضة يتبع فصيلة الحيتان الأولية من رتبة مزدوجات الأصابع.